# El Noticiero (Algeciras)
El Noticiero fue un periódico español editado en la ciudad de Algeciras entre 1922 y 1936.

## Historia
Fue fundado en 1922 por Miguel Puyol Román, que sería propietario y director del mismo.
Además de en Algeciras, El Noticiero tuvo una edición para La Línea de la Concepción. Si bien en sus primeros tiempos fue un periódico de línea editorial independiente, durante el periodo de la Segunda República adoptaría posiciones cercanas al socialismo. En estos años fue el único diario que publicaba en la comarca del Campo de Gibraltar. En las elecciones de 1936 el diario llegó a apoyar a las candidaturas del Frente Popular. Desapareció con el estallido de la Guerra civil. Miguel Puyol y varios de los redactores del diario serían fusilados por las fuerzas sublevadas.